# Коробки (Козельский район)
Коробки — село в Козельском районе Калужской области. Входит в состав Сельского поселения «Деревня Плюсково».
Расположено примерно в 1 км к востоку от деревни Плюсково, между Коробками и Плюсково протекает река Серена.

## Население
| 2002 | 2010 |
| ---- | ---- |
| 16   | ↘10  |

На 2010 год население составляло 10 человек.